# Don Quixote (Gerhard)

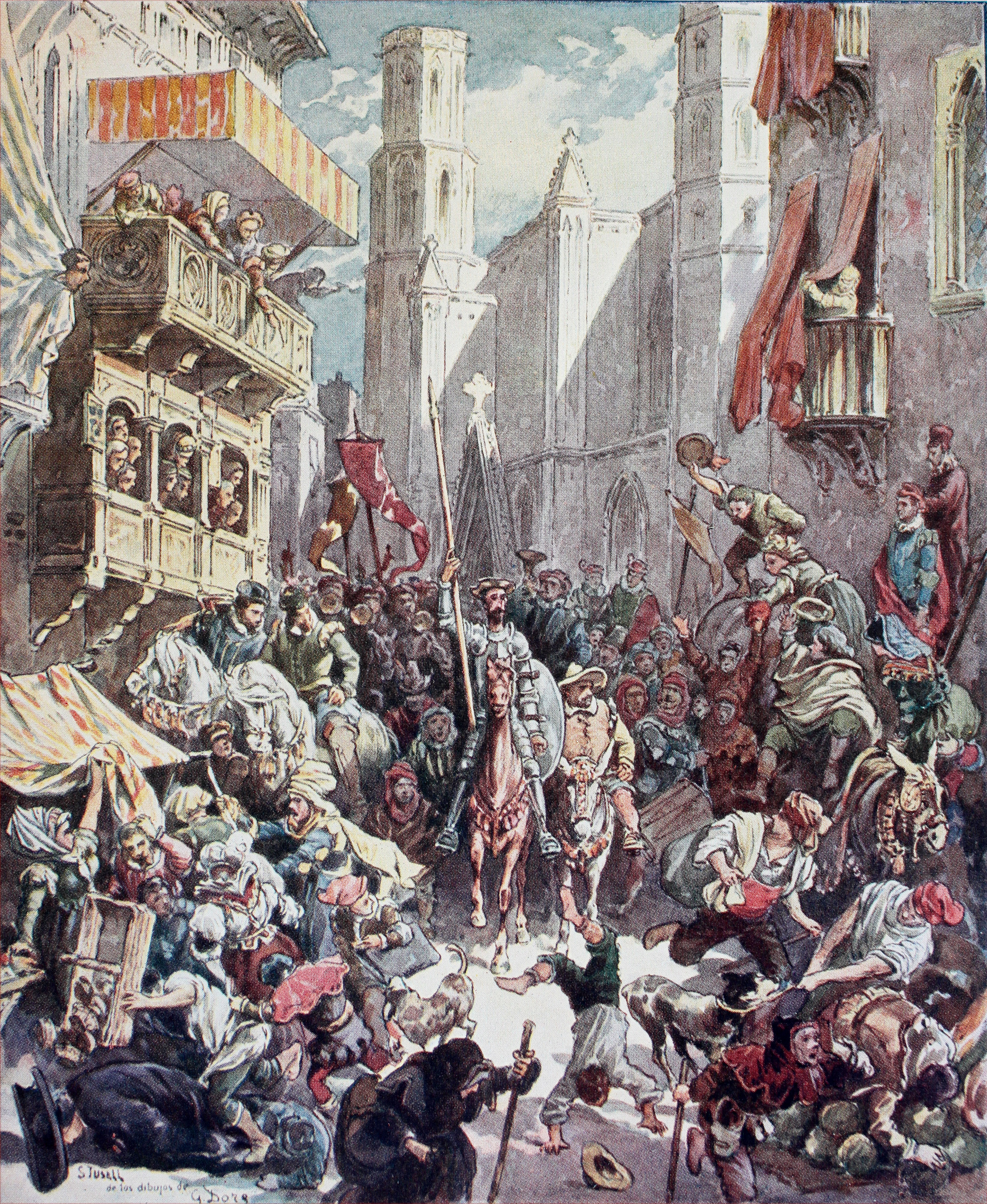
Entrada de don Quijote a Barcelona, Luis Tasso (1894?)

El ballet Don Quixote fue compuesto entre 1940 y 1941 por parte del compositor catalán Roberto Gerhard (Valls, Tarragona, 25 de septiembre de 1896 - Cambridge, Cambridgeshire, 5 de enero de 1970) considerado uno de los mejores compositores catalanes del siglo XX e incluso "posiblemente el mejor de España del siglo XX, después de Falla", en los inicios de su exilio a Inglaterra a causa de la guerra civil española.
La obra está basada en las dos partes del magnum opus de Miguel de Cervantes Saavedra: El ingenioso hidalgo don Quijote de la Mancha (1605) y la Segunda parte del ingenioso caballero don Quijote de la Mancha (1915).

## Contexto y estilo
Se trata de la obra inaugural de su periodo entre el 1940 y el 1947, años en los que compone más obras que en las dos décadas anteriores. Es aquí donde inicia su nueva vida en Inglaterra junto a su mujer y sus melodías y ritmos empiezan a hacer cada vez más referencia a sus raíces españolas sin abandonar las catalanas siempre arraigadas.
Empezó a componer la obra poco después de radicarse en Cambridge. Sus motivos no fueron solo su gran interés artístico por el ballet, sino más bien una búsqueda segura de reconocimiento y posicionamiento en el contexto musical inglés, principalmente debido a la precaria situación financiera en la que llegó el matrimonio a Inglaterra.
Cabe mencionar que el compositor adquirió solo en los primeros años de residencia unos conocimientos profundos del inglés, sobre la base de sus asiduas lecturas de la literatura inglesa de la más alta calidad. Ejemplo de esto es un artículo con motivo de su muerte, donde lo calificaban de "master of the English Language".

Gerhard va a considerar que debido a la naturaleza del personaje, había que usar dos lenguajes musicales diferentes, por un lado representar al protagonista y a los personajes fantásticos de su imaginación y por otro a su fiel compañero y todos los personajes con "los pies en la tierra".
Gerhard buscó una serie de métodos para describir las peculiaridades de los personajes cervantinos, partiendo de estructuras de carácter serial muy libre y pintando con mano maestra los dos mundos contradictorios que conforman Don Quijote y Sancho y los personajes que los acompañan.
El compositor rechazó la idea de representar a los dos personajes por medio de leitmotifs o idée fixe, en vez de eso eligió las series como la herramienta perfecta para representar los muchos aspectos de las naturalezas en ambos personajes. El uso libre de la técnica serial le permitió saltar de un aspecto al otro.
Durante toda la década de los 40' el Quijote fue un tema recurrente en sus obras. Este ballet es considerado una obra típica del estilo gerhardiano, exponiendo su síntesis entre el estilo dodecafónico de Schoenberg (Gerhard estudiaría con el compositor austríaco desde 1923 a 1928, siendo el único alumno español que este llegaría a tener, y más tarde introduciría la teoría dodecafónica a Cataluña) y un marcado carácter "español" (anteriormente había sido alumno de Pedrell, profesor que compartiría con Falla, compañero con quien mantenía mutua correspondencia gracias a Adolfo Salazar). "Dentro de esta dicotomía la obra muestra un cierto neoclasicismo casticista y una métrica típica del nacionalismo español de Falla".

Llegaría a decir que gracias a su maestro Pedrell descubrió: 
"El Magnífico aunque descuidado tesoro de nuestra propia música popular".
Gerhard había mostrado siempre una influencia de la música catalana (varias de sus obras hacen referencia a las sardanas y a canciones populares catalanas) pero en el inicio de su exilio se sobrevino la Segunda Guerra Mundial y las referencias a la hispanidad se convirtieron en toda una estética. Por un lado, los motivos económicos lo obligaron a hacer diversos trabajos de orquestación de música española conocida y por otro se produjo en él un periodo de creación típica en los compositores del exilio, una vuelta a las raíces hispánicas y de añoranza, que se traduce como un intento de no perder las referencias nacionales.
"La melodía no necesariamente se incorpora en 'líneas o 'canciones'. Puede provenir de la música e inundar incluso las más complejas estructuras de sonido. Si tuviera que dar una característica general de mi propia música, ésta sería mi definición". — Roberto Gerhard
Muchos son los autores que menciónan que el compositor se veía identificado con la figura de Don Quijote y su lucha por mantener vivo un ideal, como reflejo de su dualidad entre la identidad nacional y la técnica aprendida de Schoenberg, entre el imaginario de su pueblo y su nueva vida en el exilio. Varias de sus obras juegan irónicamente con este contraste, como es el caso de la cita al Don Quijote de Richard Strauss al final del ballet.
A pesar de todo esto, se pueden encontrar críticas (españolas) sin mucho sentido para un conocedor de la obra: "Las Danzas de Don Quixote parecen más hijas de Falla y el París que él pisó que precursoras de la estética que luego Gerhard desarrolló".

## En palabras del compositor
Recuerdo que tuve que abandonar muchas de las ideas que se me ocurrieron. Cuando quise observar con más atención el tema escogido, me di cuenta que bajo su aspecto grave y serio se distinguía algo indefiniblemente irónico, que no había buscado conscientemente; lo que me sugirió una mezcla singular de realismo y falsedad, de verdad y ficción. En conjunto me confundió durante mucho tiempo; sin embargo, me atraía fuertemente. De súbito, mientras trabajaba en la primera escena, advertí que esta familiaridad que me preocupaba era debida al leve parecido de mi tema con una breve y curiosa melodía que se tocaba en Valls con un instrumento primitivo de caña, para acompañar el paso de los gigantes en las procesiones; la forma e que mi tema original traduce la melodía popular recuerda a los dibujos de las publicaciones infantiles donde es posible encontrar escondido otro dibujo (por ejemplo, un cazador, enemigo de la selva, busca un tigre ¿dónde está el tigre?). De la misma manera, la típica melodía popular estaba escondida en mi tema de Don Quijote. El descubrimiento me complació mucho; después de todo, también Don Quijote es el caballero de las ideas ocultas, pues allí donde Sancho solo veía molinos, él veía de en cuando gigantes. Por otro lado, me parecía que había un cierto grado de lirismo en el hecho de que mi triste y noble tema de Don Quijote tuviese esos matices inesperados de pavorosa sorpresa y de incredulidad, matices que en mis recuerdos infantiles se enlazaban con la visión de los gigantes en las procesiones. Es decir, que había descubierto que mi posición ante el Caballero de la Mancha era francamente sanchopancesca, con una mezcla de credulidad e incredulidad; eso, siendo el posible punto de contacto entre la secreta consideración de Don Quijote hacia él mismo y la de Sancho Panza, me hacía sentirme seguro en el camino iniciado. Puede ocurrir, pues, que no sabiendo bien lo que hace, el artista creador lo haga mejor que el que lo sabe.
The musical elements are a) the purely spanish, realistic, sanchoesque one, b) the delirious, surrealistic, quixotic element. All episodes related to the second one are based on an 'obbligato-series' of twelve sounds, contradicting the basic principle of the Schoenbergian series due to the fact that it does not contain the twelve different notes and I repeated some, instead. I have found this procedure to be in itself and inexhaustible mine, leaving aside the joy provided by using the 'missing' notes derived from the 4 aspects of the series (the prime, retrograde and the inversions). The maximum liberty I take with the Schoenbergian technique of the series lies in the fact I step in and out of it, like somebody passing from one room to another, both situated on the same floor and without any unevenness of style (this is at least my conviction). Nobody, as far as I know, has up until now remarked upon the incredible value the serial technique possesses, being comparable in this sense to the effects which the 'dormeur éveillé' [in paintings] draws from the fixation of his gaze at the flowers on the wallpaper... Needless to say that for me D. Quixote is the 'knight of the invisible image'.

## Versiones
El ballet vivió muchas revisiones y encarnaciones durante toda la década de los 40' tanto así, que mucha información sobre fechas de composición y publicación se confunden entre los diferentes autores. Grosso modo y comparándolas, se dan a entender las siguientes:
1. En 1940, ballet en dos actos.
2. En 1941, suite n.º 1 para orquesta de cámara.
3. En 1944, una dramatización radiofónica con partes no originales y temáticas escosecas incluidas por el adaptador.
4. En 1947, suite n.º 2 versión definitiva de la suite (estrenada en festival SIMC de Copenhague)
5. El mismo año, un arreglo para piano solo.
6. En 1949, 1948, Ninette de Valois lo convence de volver a retomar este ballet y hacer una nueva coreografía, colaboración que se estrenaría en 1950.
7. Finalmente, 10 años más tarde, en 1957, una suite en tres danzas: Dances from Don Quixote.

## Secciones
La mayor parte de las versiones cuenta con las siguientes secciones:
1.- Introducción: Muestra a Alonso Quijano, su perturbación mental al leer novelas de caballería y su decisión de volverse caballero errante. La trompeta representa a Don Quijote, mientras que el corno inglés su visión de Dulcinea.
2.- Danza de los Muleteros: Describe la llegada del dúo a una posada de dudosa reputación, que el protagonista imagina como castillo y al posadero como castillero. Es aquí donde Don Quijote convence a este de que lo arme caballero.
3.- La Época Dorada: Empezando con su famoso encuentro con los molinos de viento, tras este Don Quijote se encuentra agotado. Sancho y dos pastores lo acompañan a resposar a la sombra de un árbol donde da su discurso sobre Arcadia y la Edad de Oro. Incluye el encuentro y desventura de los protagonistas con los tres Cuadrilleros y sus escoltes.
4.- En la Cueva de Montesino: Se trata de un sueño en donde Don Quijote se encuentra en la Cueva de Motesinos con el mismísimo Caballero Montesinos, personaje del Romancero Viejo. El sueño se vuelve en pesadilla y su empresa caballeresca comienza a desmoronarse. En esta sección se puede escuchar la canción popular española Que me queréis el caballero, una alusión al teórico del renacimiento y organista Francisco Salinas, quien la usó en su tratado de 1577, evocando así una música que el mismo Don Quijote "pudo haber escuchado".
5.- Epilogo: Comienza citando las Phantastische Variationen über ein Thema ritterlichen Charakters. Se trata de la última escena, donde el protagonista retorna a la cordura, poco antes de morir, al darse cuenta finalmente de que su amada Dulcinea y Aldonza, son la misma persona. Concluyendo en la renuncia de su misión y despidiéndose de Sancho.

## Instrumentación
La versión final del ballet, estrenada en 1950, fue escrita para orquesta sinfónica y dos pianos, cuenta con 5 escenas desarrolladas a lo largo de 42 minutos.
La suite Dances from Don Quixote (1957) consta de las mismas 5 secciones con una duración de 15 minutos y medio.
El arreglo fue concebido para la siguiente instrumentación:
- 2 Flautas (segunda doblando en flautín)

- 2 Oboes

- 2 Clarinetes (segundo doblando en clarinete bajo)

- 2 Fagotes

- 2 Trompas en fa

- 2 Trompetas en do

- 2 Trombones (tenor y bajo)

- Violines I y II

- Violas

- Violonchelos

- Contrabajos

- Piano

- Timbales

- Percusión: platillos, bombo, tambor, 3 tambores chinos, pandereta, castañuelas, gong, triángulo y xilófono.

## Estreno y Reparto
La primera versión en estrenarse sería la segunda suite orquestal el 1947 durante el Festival de la ISCM, en Copenhague. Mientras que la versión final (suite en tres danzas) se estrenó en el Promenade Concert el 1958 por la BBC Symphony Orchestra, conducida por Basil Cameron. En el 1973 un arreglo para 15 músicos de la Suite n.º 1 por David Atherton sería estrenado por la London Sinfonietta en Hull, bajo su propia batuta.
La segunda versión del ballet, con guion del compositor, contaría con la coreografía creada por Dame Ninette de Valois y se estrenaría 3 años después de la suite, el 20 de febrero de 1950, por el Sadler´s Wells Ballet en el Royal Opera House (Covent Garden), Londres, a manos del director inglés especializado en ballet Robert Irvine. Contó con Dame Margot Fonteyn como Dulcinea y Robert Helpmann en el rol principal. Los críticos la consideraron como uno de los estrenos musicales de más calidad en todo ese año en Londres, junto con el Orfeo de Stravinski.
En la gira por EE. UU. fue interpretado 50 veces, pero con un recibimiento poco favorable, quizá esta fue la razón de su olvido, a pesar de la alta calidad musical. Después de la gira americana de la compañía, el ballet nunca volvió a escenificarse.

## Escenografía
Cuando el ballet estaba en sus primeros pasos de producción, se decidió que las diferentes escenas debían tener un interludio acompañado de un telón decorativo diferente, ya que se necesitaba mucho tiempo para cambiar por completo la escenografía necesaria para cada acto. El ballet contó con la colaboración del pintor surrealista británico Edward Burra, quien realizó diseños para el ballet con referencias al Bosco y a Goya, alejándose de la visión turística que los ingleses tenían de España y las ideas románticas sobre Don Quijote.

Sobre esta colaboración el compositor escribiría:
One of this drops - by the painter Edward Burra - precedes the scene in which Don Quixote is lowered into the subterranean cave of Montesinos. I saw the painter's sketch for this drop before writing the interlude. And after I had written it I discovered that I had been entirely governed by the painter's idea. 

## Coreografía
En sus escritos se da a entender que Gerhard no quedó satisfecho con la coreografía de Dame Ninette de Valois, principalmente por lo poco que trabajaron en conjunto y que estaba expectante a que algún otro coreógrafo se interesara por montar la obra en un futuro:
With Anthony Tudor, on the other hand, who i hope is going to be my next choreographer, we have already had a fine dinner but no constant touch as yet. As for Ninette de Valois, who is responsible for the choreography of Don Quixote, we had no more than a couple of sessions and a nice cups of tea.
Choreography is not to my taste but Covent Garden has no exclusivity, so the music score is free if any other choreographer would like to stage the ballet in a different country.
Pero a la vez, parecía tener admiración por su habilidad técnica:
Just imagine, for instance, what a despairing task it must be for the choreographer to make his Don Quixote dance carrying spear and shield as he sometimes must. Yet the way Miss de Valois solved the problem and not only redeemed the lance choreographically but even took it as a challenge for startling balletic invention - as she did also in the cave scene with the rope on which Don Quixote swings about the stage in fascinating, seemingly elliptic curves - this is truly a victory of balletic imagination over the material encumbrances sometimes inherent in the mechanics of plot representation.
También es interesante la implicación y precisión que tuvo Gerhard al conceder música que posteriormente sería coreografiáda:
For imagining movement there is nothing like performing it oneself. The Spaniard says: el movimiento se demuestra andando, to demostrate movement you walk. I would say: you dance. I have actually phrased and accurately timed all the major action-episodes in Don Quixote by performing them myself - which, by the way, must have been a rather poor show, balletically speaking, to judge from the impression it made on my wife, when she sometimes surprised my acrobatics. Nevertheless, this is how I believe I got phrasing and timings right. Naturally I did not perform to Miss de Valois, this would have been beside the point, but my own exercises had given me the "feel" of every sequence and I knew that I had given the dancers music and rhythm into which they could slip as into fitting garments.
En 1939, expresó su admiración por las compañías de danza británicas y sus compositores:
I confess my tremendous faith and admiration for young English music and for young English ballet and... I frankly envy English ballet.

## Grabaciones y ediciones
Gerhard fue considerado internacionalmente como un músico inglés, y a pesar del trabajo de recuperación que se ha hecho, no tuvo una influencia directa en su país en sincronía con su obra. Por esto la mayor parte de su trabajo sigue estando editado y grabado en Inglaterra y muchas obras aún no tienen difusión en España.
Existe una colección de álbumes monográficos realizados por AUVIDIS, donde se encuentra el primer registro de la obra, interpretada por la Orquesta Sinfónica de Tenerife, dirigida por Víctor Pablo Pérez y grabado en el Paraninfo de la Universidad de La Laguna, entre agosto y septiembre de 1991 junto a los ballets "Pedrelliana" y "Albada, Interludi i Dansa". Estos CD son la primera grabación comercial monográfica dedicada a la obra orquestal del compositor editada en España y la primera producida en los 20 años anteriores.
El 2012, la obra integra fue editada por la American Symphony Orchestra bajo su propio sello, dirigida por Leon Botstein.
En 2014, la versión para piano, grabada por la pianista Ana Vega-Toscano, fue publicada en CD por el sello Columna Música, junto con varias obras inspiradas en la novela.
Las Danzas de Don Quixote han sido editadas por Boosey&Hawkes en su versión orquestal (1941) y para piano solo (1947). El ballet completo Don Quixote  (1940-41, 1947-49) fue editado por la misma editorial.
Meirion Bowen menciona la existencia de dos grabaciones difíciles de encontrar: Las Dances from Don Quixote por la BBC Symphony Orchestra dirigida por Antal Dorati y el arreglo para piano solo en la interpretación de Jordi Camell publicado por Mor, ahora KP, en 1957.